# 三苯基碘化铅
三苯基碘化铅是一种有机铅化合物，化学式 (C6H5)3PbI。

## 制备
三苯基碘化铅可以由四苯基铅和碘在氯仿中反应而成。它也可以由十二苯基戊铅烷或六苯基乙铅烷和碘反应而成。

## 性质
三苯基碘化铅是白色固体。